# Fanouškovské titulkování

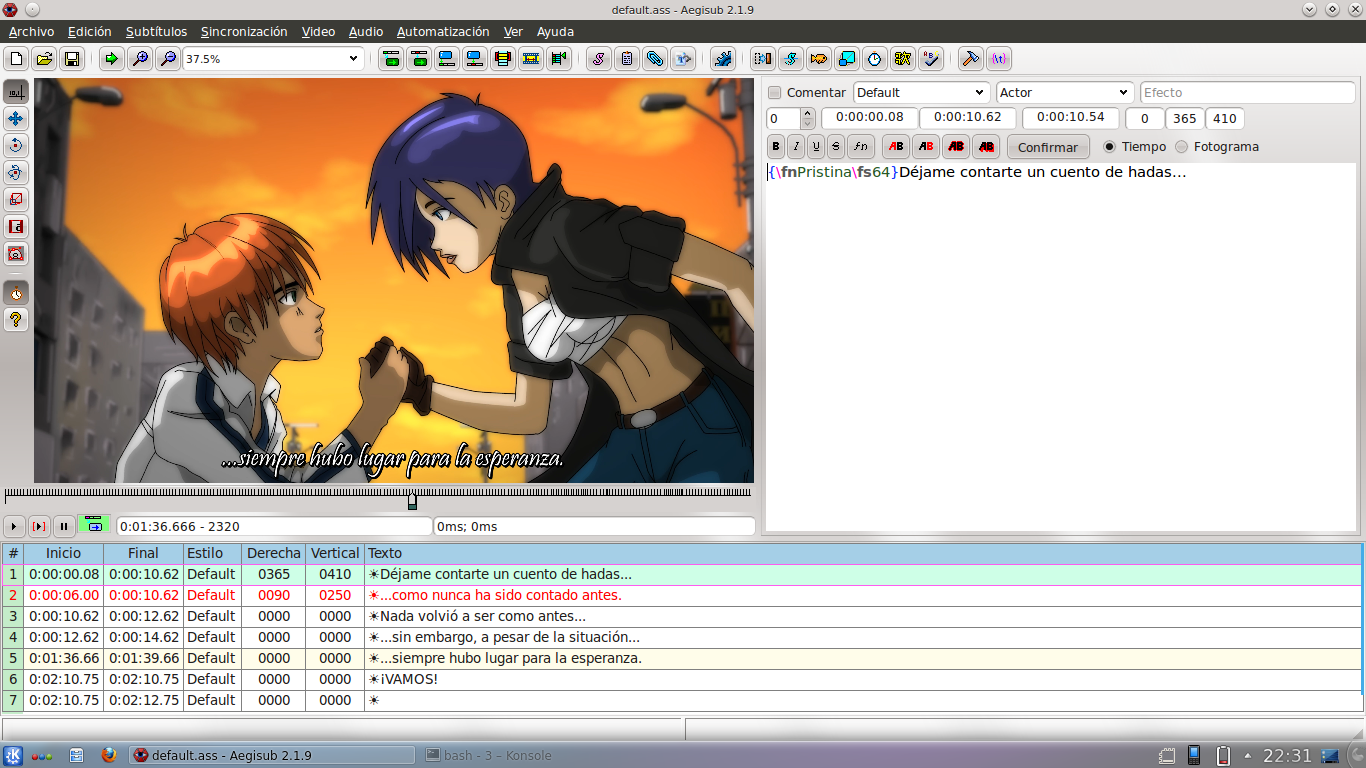
Tvorba titulků ve speciálním editoru Aegisub

Fanouškovské titulkování (též fansub či amatérské titulkování) označuje činnost fanoušků a dobrovolníků, kteří zdarma ve svém volném čase překládají titulky k cizojazyčným filmům a seriálům pro širší veřejnost. Tyto titulky si stahují většinou mladí lidé, kteří nemají rádi dabing, preferují původní znění či nechtějí čekat až dojde k oficiálnímu vydání příslušné jazykové verze. Amatérské překladatele motivuje snaha zlepšit se v cizím jazyce, počet stáhnutí jejich titulků a pochvalné komentáře. Často pracují ve skupinkách. Text, který většinou vzniká v Číně, si rozdělí k přeložení, poté titulky spojí, provedou korekturu a upraví načasování. V České republice se amatérskému překládání titulků věnují stovky lidí. Pro editaci či vytváření titulků lze použít jak specializovaný editor (např. SubtitleEdit nebo Aegisub) tak i (u formátů využívajících prostý text, což je například SubRip) běžný program na práci s textovými soubory - např. Poznámkový blok, GNU nano, vi.